# حملة دارفور
حملة دارفور أو هجوم دارفور مسرح العمليات في حرب 2023 في السودان والتي تؤثر على خمس ولايات في دارفور: جنوب دارفور، وشرق دارفور، وشمال دارفور، ووسط دارفور، وغرب دارفور. بدأ الهجوم أساسًا في 15 أبريل 2023 في غرب دارفور حيث استولت قوات الدعم السريع على الجنينة، وجاء الصراع بعد عدة أيام من التوترات الشديدة بين القوات والحكومة.
كانت معركة الجنينة ومعركة نيالا أكبر المعارك في الحملة، والتي أسفرت في مجملها عن مقتل مئات المدنيين وانتهت كلتاهما بانتصار قوات الدعم السريع في الفترة منذ 20 أبريل وحتى 2 مايو 2023.

## نظرة عامة على الحرب
في الساعات الأولى من صباح يوم 15 أبريل 2023، بدأ الجنود الموالون لقوات الدعم السريع سلسلة من الهجمات على المباني الرئيسية في الخرطوم، وخاصة مطار الخرطوم الدولي. بينما سيطرت قوات الدعم السريع على المطار الدولي، استمرت معارك الشوارع في جميع أنحاء الخرطوم ومدينتي أم درمان وبحري المجاورتين. استولت قوات الدعم السريع على القصر الرئاسي، مقر إقامة الرئيس السوداني السابق عمر البشير، وهاجمت قاعدة عسكرية. وثق مستخدمون على فيسبوك مباشر، وتويتر تحليق القوات الجوية السودانية فوق المدينة، وضرب أهداف قوات الدعم السريع.

## الأصل في دارفور
يتألف تاريخ الصراعات في السودان من غزوات ومقاومة أجنبية، وتوترات عرقية، ونزاعات دينية، وتنافس على الموارد. في تاريخها الحديث، أدت حربان أهليتان بين الحكومة المركزية والمناطق الجنوبية إلى مقتل 1.5 مليون شخص، وأدى الصراع المستمر في منطقة دارفور الغربية إلى نزوح مليوني شخص وقتل أكثر من 200 ألف شخص. منذ الاستقلال في عام 1956، شهد السودان أكثر من خمسة عشر انقلابًا عسكريًا، وحكمه الجيش طوال معظم فترة وجود الجمهورية، مع فترات قصيرة فقط من الحكم البرلماني المدني الديمقراطي.
ترأس الرئيس السابق والرجل العسكري القوي عمر البشير الحرب في دارفور، وهي منطقة تقع في غرب البلاد، وأشرف على أعمال العنف التي ترعاها الدولة في منطقة دارفور، مما أدى إلى اتهامات بارتكاب جرائم حرب وإبادة جماعية. قُتل ما يقرب من 300,000 شخص وشُرد 2.7 مليون قسريًا في الجزء الأول من الصراع في دارفور، وانخفضت حدة العنف في وقت لاحق. من بين الشخصيات الرئيسية في صراع دارفور محمد حمدان «حميدتي» دقلو، وهو أمير حرب قاد قوات الدعم السريع التي تطورت من جنجويد، وهي مجموعة من الميليشيات العربية المستمدة من قبائل تجارة الإبل النشطة في دارفور وأجزاء من تشاد.

## معارك هجومية

### جنينة
في 15 أبريل 2023، سيطرت قوات الدعم السريع على مدينة الجنينة، عاصمة ولاية غرب دارفور، واحتلتها، دون مقاومة تذكر، باستثناء مطار الجنينة. استمر احتلال المدينة حتى 25 أبريل 2023، عندما استؤنفت المعركة من أجل المدينة والتي ورد أنها كانت «مميتة». بحلول نهاية المعركة، تأكد مقتل أكثر من 200 شخص، ويقدر أن العدد أعلى بكثير بين الجنود والمدنيين. بتاريخ 27 أبريل 2023، انتشر فيديو لجندي من قوات الدعم السريع أمام مقر شرطة الجنينة وهو يحمل مسدسًا، مما أكد سيطرة قوات الدعم السريع. انتهت المعركة في 2 مايو 2023 عندما تأكدت قوات الدعم السريع من سيطرتها على جنينة، واستعادت القوات أيضًا السيطرة على عدة مناطق في المحافظة.

### نيالا
اندلع القتال في نيالا في 15 أبريل. استولت قوات الدعم السريع في البداية على مطار المدينة، ووقعت اشتباكات عنيفة في مقر الفرقة 16 للجيش السوداني القريبة. مع انتشار الاشتباكات في المدينة، نهبت قوات الدعم السريع ومسلحون مجهولون الشركات، والمباني الإدارية، ومكاتب المنظمات غير الحكومية. توسط المدنيون في وقف إطلاق النار في 20 أبريل. وقعت اشتباكات متفرقة حتى 8 أغسطس، وبدأت قوات الدعم السريع هجومًا في 11 أغسطس.

### كبكابية
بعد يوم واحد من بدء الحرب، استولى اللواء 21 من قوات الدعم السريع على كبكابية بسرعة بعد اشتباكات عنيفة في المنطقة، مما تسبب في عدد غير معروف من الضحايا. أعلن زعيم قوات الدعم السريع على شاشة التلفزيون الاستيلاء على المنطقة.